# Diogo Gouveia
Diogo Gouveia Miranda, hay Diogo Gouveia (sinh ngày 25 tháng 1 năm 1995) là một cầu thủ bóng đá người Bồ Đào Nha thi đấu cho Sporting Clube de São João de Ver ở vị trí tiền vệ.

## Sự nghiệp bóng đá
Ngày 25 tháng 10 năm 2014, Gouveia có màn ra mắt cho Boavista trong trận đấu tại Giải bóng đá vô địch quốc gia Bồ Đào Nha 2014–15 trước Paços Ferreira.